# Windows NT 4.0
WindowsNT 4.0 е версия на операционната система на Microsoft, излязла под това име. За разлика от Windows 95 и 98, Windows NT поддържа повече от един микропроцесор.
Друга характерна за Windows NT черта е, че тази система има вградено софтуерно охлаждане на процесора.

## Стабилност и сигурност
Стабилността на системата е впечатляваща, поне в сравнение с наличните за времето Windows версии. Всяка програма, пусната под NT, работи в отделна защитена област от паметта. Ако тя се срине, останалите програми продължават работата си, все едно, че нищо не се е случило.
Освен това, Windows NT може да работи със собствена, много по-добра от FAT и FAT32 файлова система – NTFS. Тя предоставя възможност за компресиране и криптиране на файловете (не от програми, а от самата файлова система). Основно предимство на NTFS е, че тя е 64 битова файлова система. Това значи, че размерът на дяловете на диска, форматирани с NTFS (и файловете в тях), е „ограничен“ до 17 179 869 184 GB. В добавка, NTFS е много по-устойчива файлова система от FAT / FAT 32. Много от нещата, които ще блокират работата на FAT и ще доведат до загуба на данни, за NTFS не са проблем поради използването на много копия на Master File Table. NTFS е организирана като база от данни, което значително повишава бързодействието ѝ при големи обеми от данни.
Въпреки че първата (3.1) версия на Windows NT е създадена по времето на 16 битовият Windows, и тя, както и всички следващи версии, е изцяло 32 битова. Точно това е причината първата версия да изисква процесор 386 – той е най-слабият 32 битов процесор. Windows NT е съвместим с другите версии на Windows, и с DOS, и програмите за тях ще работят и под него. Единственото изключение, е ако някоя програма ползва директен достъп до хардуера – тогава тя няма да работи, тъй като част от системата за сигурност на Windows NT е забраняването на директния достъп до хардуера.